# Челкаш
«Челкаш» — радянський короткометражний художній фільм 1956 року режисера Федора Філіппова, за однойменним оповіданням Максима Горького. Зйомки фільму велися в Криму в місті Керч, фільм вважається першою картиною знятою у цьому місті.

## Сюжет
Сільський хлопчина Гаврило приходить на заробітки в південне портове місто. Випадок зводить його з Челкашом, бувалим і спритним злодієм. Гаврило погоджується стати веслярем на човні на одну ніч, допомагаючи Челкашу у відкритому морі збути викрадені зі складу тюки з мануфактурою греку-контрабандисту. Вранці на безлюдному березі Челкаш щедро розплачується з Гаврилою. Але Гаврило жадає заволодіти всіма грошима…

## У ролях
- Андрій Попов — Челкаш
- Віталій Матвєєв — Гаврило
- А. Бойко — Семенович
- Еммануїл Геллер — грецький капітан
- Володимир Сошальський — епізод
- Володимир Маніхіна — епізод
- Зоя Ісаєва — повія

## Знімальна група
- Режисер — Федір Філіппов
- Сценарист — Олексій Сімуков
- Оператори — Микола Ренков, Ера Савельєва
- Композитор — Ігор Болдирєв
- Художники — Євген Черняєв, Федір Красний